# Торт (фільм, 2014)
Торт (англ. Cake) — американський драматичний фільм 2014 року режисера Деніела Барнза. У головних ролях знялися Дженніфер Еністон, Адріана Бараса, Фелісіті Гаффман, Вільям Мейсі, Анна Кендрік та Сем Вортінгтон. Фільм отримав неоднозначні відгуки й став касовим провалом в прокаті, зібрав 2,9 мільйона доларів за бюджету в 7–10 мільйонів доларів. Однак драматична гра Еністон отримала позитивні відгуки й принесла їй номінацію на премію « Золотий глобус» і ще одну на церемонії вручення нагород Гільдії кіноакторів.

## Сюжет
Дівчина Ніна (Анна Кендрік) наклала на себе руки. Вона тривалий час відвідувала клуб підтримки для людей, які мають на сильні хронічні болі. Цей клуб також відвідує Клер (Дженніфер Еністон), і те, що сталося, змушує її глибоко задуматися про те, що відбувається з її життям через недугу. Вона давно не розмовляє з чоловіком (Кріс Мессіна); крім хатньої робітниці (Адріана Бараса), у неї майже немає друзів, які могли б підтримати у скрутну хвилину. Все змінюється, коли вона починає спілкуватися з чоловіком (Сем Вортінгтон) та сином загиблої Ніни. Здається, це знайомство саме те, чого їй так не вистачало, щоб знову відчути життя.

## У ролях
| Актор                 | Роль              |
| --------------------- | ----------------- |
| Дженніфер Еністон     | Клер Беннетт      |
| Адріана Бараса        | Сільвана          |
| Анна Кендрік          | Ніна Коллінз      |
| Сем Вортінгтон        | Рой Коллінз       |
| Меймі Гаммер          | Бонні             |
| Фелісіті Гаффман      | Аннет             |
| Вільям Мейсі          | Леонард           |
| Кріс Мессіна          | Джейсон Беннет    |
| Люсі Панч             | медсестра Гейл    |
| Еван О'Тул            | Кейсі Коллінс     |
| Брітт Робертсон       | Беккі             |
| Пола Кейл             | Керол             |
| Ешлі Кроу             | Стефані           |
| Мануель Гарсіа-Рульфо | Артуро            |
| Камілла Гуаті         | Тіна              |
| Аллен Мальдонадо      | Бадді             |
| Камілла Мана          | медсестра Салазар |
| Хуліо Оскар Мечосо    | доктор Мата       |
| Пепе Серна            | нунцій            |
| Місті Апгем           | Ліз               |
| Роуз Абду             | Іноцентія         |
| Альма Мартінес        | Ірма              |